# OSIRIS (Astronomie)
OSIRIS ist die Bezeichnung von derzeit drei gänzlich voneinander unabhängigen astronomischen Instrumenten. Die Duplizität der Namensgebung ist zufällig und entstand aus dem Versuch dreier wissenschaftlicher Teams, für ähnliche Begriffe Akronyme zu schaffen.

## OH-Suppressing Infrared Integral Field Spectrograph
OSIRIS (OH-Suppressing Infrared Integral Field Spectrograph) ist ein Infrarot-Spektrograf für das Keck II Teleskop am Keck-Observatorium in Hawaii. OSIRIS nimmt Spektren im nahen Infrarot mit einer schmalen Bandbreite auf und ermöglicht so Bildfolgen bei unterschiedlichen Wellenlängen. Das Instrument erlaubt es den Astronomen, Wellenlängen auszublenden, in denen die Erdatmosphäre die Aufnahmen überstrahlt und ermöglicht so die Erkennung von Objekten, die 10-mal schwächer sind als bisher möglich.

## Optical System for Imaging and low Resolution Integrated Spectroscopy
OSIRIS (Optical System for Imaging and low Resolution Integrated Spectroscopy) gehört neben CanariCam zu den ersten Instrumenten des spanischen Großteleskops Gran Telescopio Canarias (GTC). Mit seiner Empfindlichkeit im Bereich der Wellenlängen von 365 bis 1000 nm stellt OSIRIS ein Mehrzweckinstrument dar und kann sowohl für Bilddarstellung als auch Multi-Objekt-Spektroskopie (MOS) mit niedriger Auflösung verwendet werden. OSIRIS soll hauptsächlich für die OTELO (OSIRIS Tunable Emission Line Object)-Untersuchungen eingesetzt werden.

## Optical, Spectroscopic, and Infrared Remote Imaging System
OSIRIS (Optical, Spectroscopic, and Infrared Remote Imaging System) ist das wissenschaftliche Kamerasystem an Bord der im März 2004 von der ESA gestarteten Raumsonde Rosetta. Es wurde unter Führung des Max-Planck-Instituts für Sonnensystemforschung konstruiert.